# Selatosomus nanus
Selatosomus nanus is een keversoort uit de familie kniptorren (Elateridae). De wetenschappelijke naam van de soort werd voor het eerst geldig gepubliceerd in 1975 door Elena Gurjeva.